# Haplopogon triangulatus
Haplopogon triangulatus là một loài ruồi trong họ Asilidae. Haplopogon triangulatus được Martin miêu tả năm 1955. Loài này phân bố ở vùng Tân Bắc giới.